# فاسيلي بوشكاش
فاسيلي بوشكاش هو كاتب سير وصحفي ومؤرخ وسياسي روماني، ولد في 8 يوليو 1952 في Surduc ‏ في رومانيا. نشط حزبياً في الحزب الديمقراطي الاجتماعي. وقد انتخب عضو في البرلمان الأوروبي عن دائرة رومانيا ‏ لترشحه ضمن قائمة الحزب الديمقراطي الاجتماعي، وقد انضم خلال فترته النيابية (9 مارس 2007 – 1 مايو 2007) للكتلة البرلمانية التحالف التقدمي للاشتراكيين والديمقراطيين وانتخب عضو مجلس النواب في رومانيا ‏.